# Kilényi Hugó
Kilényi Kilényi Hugó, Klein (Pest, 1840. december 26. – Budapest, 1924. december 25.) miniszteri tanácsos, közgazdasági író, műgyűjtő. Kilényi János (Klein Hermann) hírlapíró, műfordító fia. Berend Miklósné írónő apja, Berend Miklós belgyógyász nagyapja, Berend Katalin gyermekorvos, belgyógyász dédapja, Kilényi Gyula Lipót író unokaöccse.

## Élete
Kilényi János (1805–1889) és Mandelló Anna fia. A pesti kegyesrendi gimnáziumba járt. 1864-ben, jogi tanulmányait követően az ítélőtáblához ment joggyakornoknak, majd 1867-től a Földművelési Minisztériumban dolgozott. 1889-ben áthelyezték a Kereskedelmi Minisztériumba, ahonnan miniszteri tanácsosként vonult nyugdíjba. Elnöke volt a MÁV gépgyárának és a diósgyőri vas- és acélgyárnak, illetve igazgatósági tagja a MÁV-nak és tagja az Országos Szabadalmi Tanácsnak. Szerkesztette a Közigazgatási Döntvénytárt (Budapest, 1877–1879). 1891-ben nemesi és címeres levelet kapott. A magyar műértők és műgyűjtők legkiválóbbjai közé tartozott. Alapító- és tiszteletbeli tagja volt a Magyar Numizmatikai Társulatnak. A társulat megalapítása után annak választmányi tagja, két éven át ellenőre, nyolc éven át alelnöke, hat éven át elnöke és négy éven át tiszteletbeli elnöke volt.
Halálát tüdőgyulladás okozta.

## Családja
Felesége Spitzer Eugénia (Jenny) volt, Spitzer Jakab és Hauser Zsófia lánya, akivel 1878. február 7-én Budapesten kötött házasságot.
Gyermekei:
- Kilényi Margit (1878–?). Férje madarasi dr. Beck Lajos ügyvéd, közgazdasági író volt, akitől 1910-ben elvált.[6] Második férje Badics Béla (1885–1929)[7] honvéd főhadnagy volt.[8]
- Kilényi Júlia Adél Sarolta (1881–1956). Férje Berend Miklós (1870–1919) gyermekgyógyász volt.
- Kilényi Erzsébet Sarolta Georgina (1897–1927).[9] Első férje dr. Baranyi András István banktisztviselő volt, akitől 1919-ben elvált. Második férje Parragh Endre volt.[10]

## Munkái
- Viola (néprege, Magyar Néplap, 1857)
- Malom iparunk (Pesti Napló, 173. szám, 1867)
- Kereskedelmi törvényjavaslat és a tárgyalásra egybehívott értekezlet jegyzőkönyvei. Kiadja... (Budapest, 1875)
- Adatok Magyarország gabonakivitelének kérdéséhez az utolsó évtizedben, különös tekintettel a tarifa viszonyokra. A MTA Lévay Henrik-díjjal jutalmazta. (Budapest, 1880)

## Kitüntetései
- osztrák császári Ferenc József Rend középkeresztje (1898)
- osztrák császári Lipót Rend lovagkeresztje (1895)
- osztrák császári Vaskorona Rend III. osztálya (1885)
- török császári Oszmán Rend II. osztálya (1889-90)
- Bajor Korona Rend parancsnoki keresztje (1895-1896)
- szerb Takovo Rend III. osztálya (1889-1890)
- Román Korona Rend nagy tisztikeresztje (1895-1896)
- japán császári Szent Kincs Rend II. osztálya (1898-1899)